# Khajoori Khas
Khajoori Khas é uma vila no distrito de North East, no estado indiano de Deli.

## Demografia
Segundo o censo de 2001, Khajoori Khas tinha uma população de 45 090 habitantes. Os indivíduos do sexo masculino constituem 54% da população e os do sexo feminino 46%. Khajoori Khas tem uma taxa de literacia de 53%, inferior à média nacional de 59,5%: a literacia no sexo masculino é de 60% e no sexo feminino é de 44%. Em Khajoori Khas, 20% da população está abaixo dos 6 anos de idade.